# Christina Siggaard
Christina Siggaard, née le 24 mars 1994 à Gammel Rye, est une coureuse cycliste professionnelle danoise.

## Biographie
En 2016, elle termine quatrième du classement général du Tour de Norvège.

## Palmarès sur route

### Palmarès par années
- 2010
  - 2e du championnat du Danemark sur route
  - 3e du championnat du Danemark du contre-la-montre juniors
- 2011
  -  Médaillée d'argent du championnat du monde du contre-la-montre juniors
  - 3e du championnat du Danemark du contre-la-montre juniors
- 2014
  - 2e du championnat du Danemark sur route
- 2015
  - 3e du championnat du Danemark sur route
- 2018
  - Circuit Het Nieuwsblad
  - 6e du championnat d'Europe sur route
- 2019
  - 1re étape du BeNe Ladies Tour
  - 3e du championnat du Danemark sur route

### Classements mondiaux
| Année                                 | 2014 | 2015 | 2016 | 2017 | 2018 | 2019 |
| ------------------------------------- | ---- | ---- | ---- | ---- | ---- | ---- |
| Classement UCI                        | 352e | 444e | 117e | 72e  | 56e  | 175e |
| UCI World Tour                        |      |      | 134e | 45e  | 74e  | 127e |
|                                       |      |      |      |      |      |      |
| Légende : nc = non classéSource : UCI |      |      |      |      |      |      |